# Braunsroda (An der Schmücke)

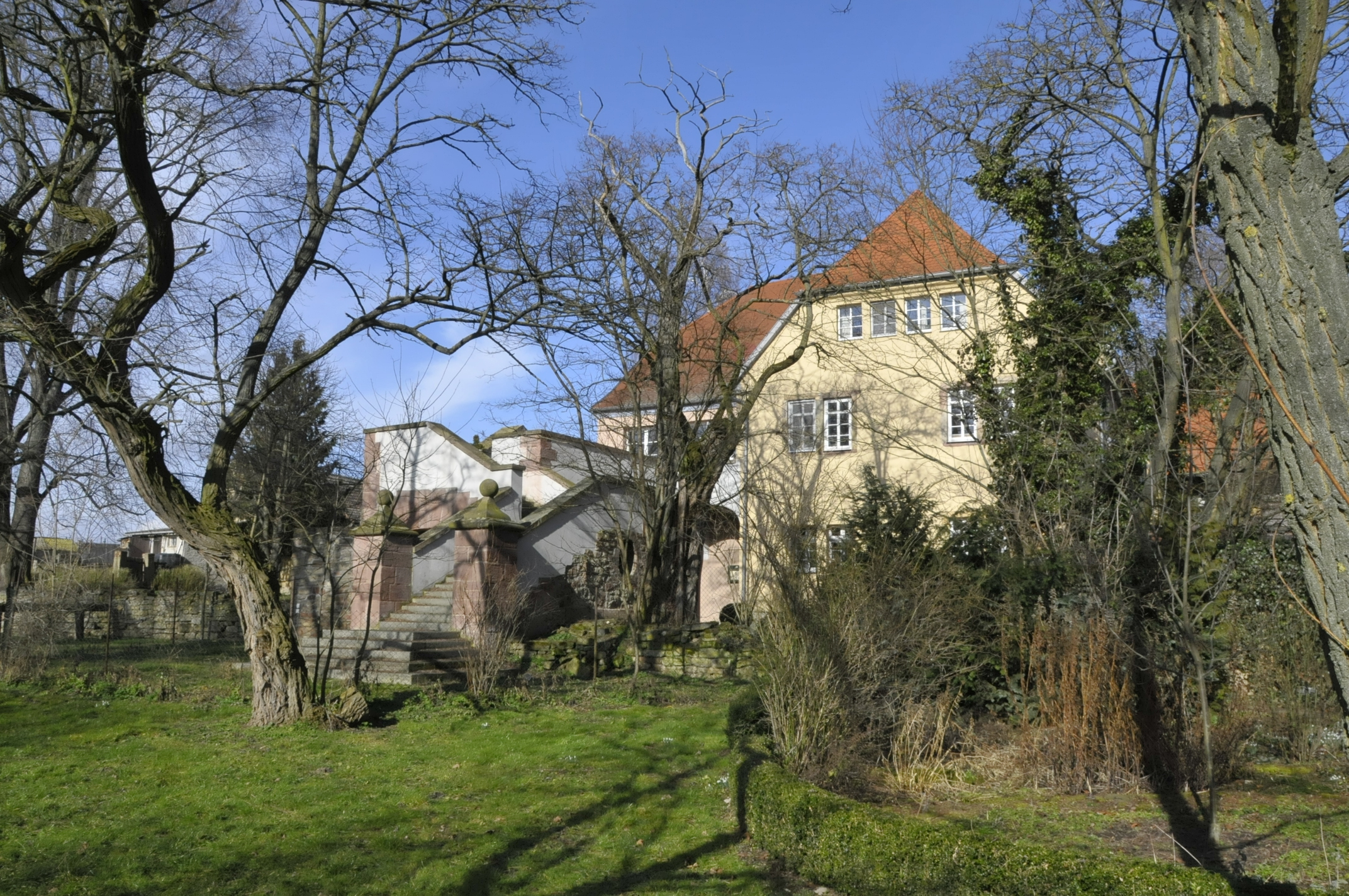
Gutshaus (2014)

Braunsroda ist ein Ortsteil der Stadt und Landgemeinde An der Schmücke und liegt im Kyffhäuserkreis in Thüringen. Der Ort liegt etwa einen Kilometer nordöstlich von Heldrungen.

## Geschichte
Erstmals wurde Braunsroda am 18. Dezember 1231 im Zusammenhang mit seiner Zugehörigkeit zum Lazarus-Orden erwähnt. Nach dieser Urkunde schenkten die Herren von Heldrungen dem Orden die St. Cyriacikapelle zu Braunsroda.
Durch die starke Entwicklung des Ordens in Thüringen kam es im 14. Jahrhundert im Ort zur Gründung einer Komturei. Nach der Reformation verließen die letzten Vertreter des Ordens den Comthurhof.
Seit dem 17. Jahrhundert war der im Amt Heldrungen gelegene Ort ununterbrochen im Lehensbesitz der Familie von Trebra. Im Jahre 1722 wurde das Gutshaus erbaut, am 22. November 1736 wurde dort eine neue Kapelle feierlich geweiht. Anfang der 1920er Jahre erfolgten die letzten größeren Um- und Neubauten der Wirtschaftsgebäude vor dem Zweiten Weltkrieg.
Nach Einmarsch der Roten Armee in die Provinz Sachsen erfolgte die entschädigungslose Enteignung der Familie von Trebra, die vertrieben wurde. Die DDR-Verwaltung bestimmte die Umwandlung des Landwirtschaftsbetriebes in ein Volkseigenes Gut (VEG). Die noch in einem Seitenflügel des Gutshauses befindliche Kapelle, die dem Gottesdienst von Guts- und Dorfbewohnern gedient hatte, wurde aufgehoben. Nach der Wende wurde das Volkseigene Gut geschlossen. Georg von Bismarck, ein Enkel des Alteigentümers Hans von Trebra, pachtete 1992 das Gut von der Treuhandanstalt.  Nach langjährigen Bemühungen konnte die Familie den Gutshof und einen Teil der Anbauflächen 1998 zurückkaufen. Heute sind im renovierten Gutshaus auch Ferienwohnungen und eine Gaststätte untergebracht. Der landwirtschaftliche Betrieb hat auch auf Ökolandbau umgestellt und bewirtschaftet rund 230 ha Ackerland.

## Tourismus

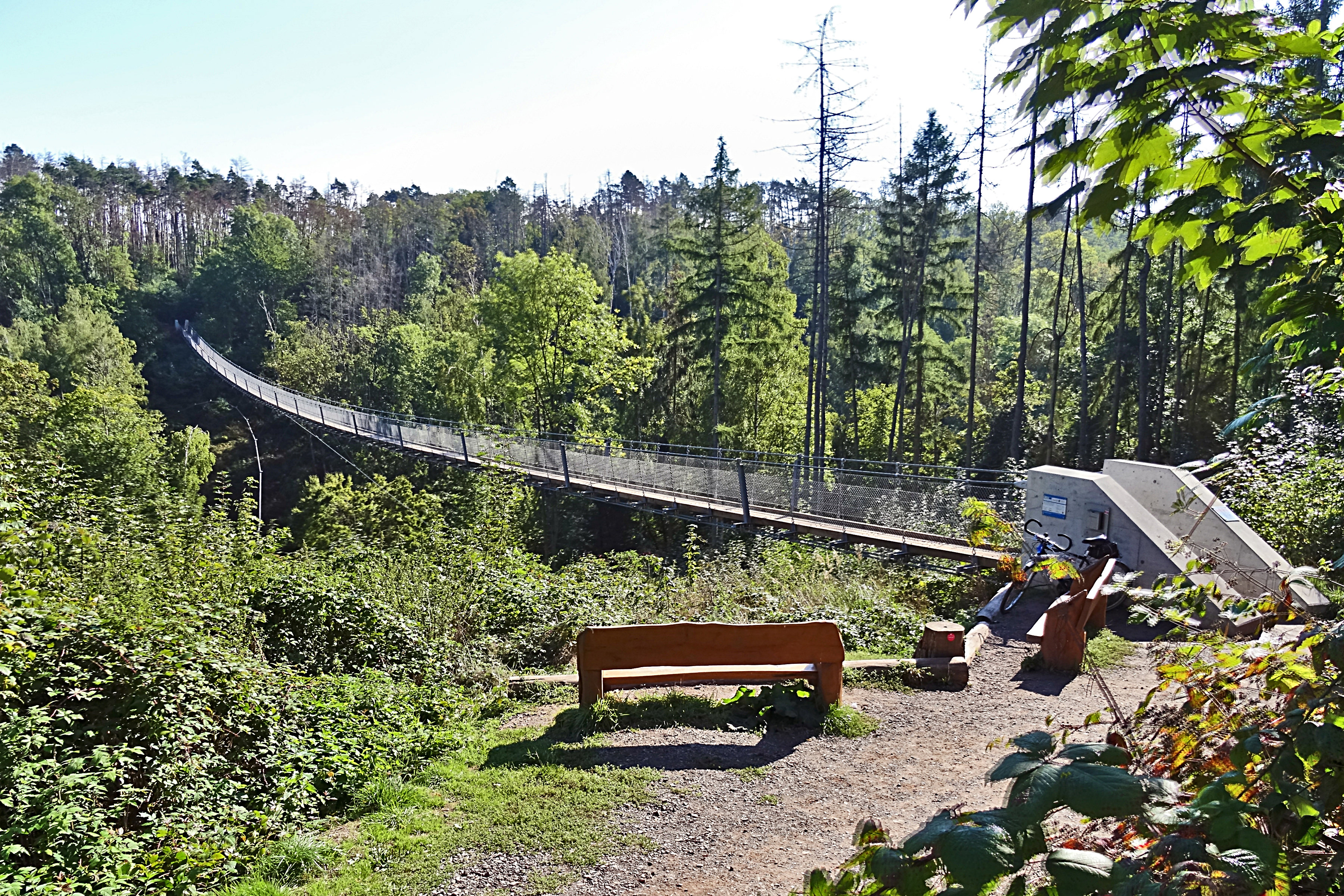
Hängeseilbrücke

Zur Förderung des Tourismus in der Region hat der Verein Hohe Schrecke – Alter Wald mit Zukunft e. V. das Projekt Hängeseilbrücke im Bärental initiiert.
Etwa 3 km östlich Braunsroda überspannt die fertiggestellte Hängeseilbrücke das Bärental mit einer 180 m langen Stahl- und Holzkonstruktion und bildet den Einstieg in die Wildnis des Alten Waldes. Als Beginn des Thüringer Urwaldpfades der Hohen Schrecke bietet die Brücke einen herrlichen Ausblick über das Bärental. Folgt man dem beschilderten Urwaldpfad so gelangt man zu den Urwaldperlen im Wiegental und Rabenswald.